# Take Me Away (Heavy Load)
Take Me Away è il singolo di debutto del gruppo heavy metal svedese Heavy Load, pubblicato nel 1982. La seconda traccia, Trespasser, proviene dall'album Death or Glory dello stesso anno.

## Tracce

### Lato A
1. Take Me Away - 4:24

### Lato B
1. Trespasser - 3:49

## Formazione
- Ragne Wahlquist - voce, chitarra, tastiere
- Styrbjörn Wahlquist - batteria, voce
- Torbjörn Ragnesjo - basso
- Eddy Malm - chitarra